# 張紫寧
張紫寧（英語：Winnie，1996年3月9日—），藝名紫寧，出生于四川省成都市，中国流行音乐创作女歌手，毕业于中国传媒大学。2017年8月16日，以Mera组合成员身份出道。2018年参加《创造101》获得第七名，成為限定女團火箭少女101成員。2020年6月23日，火箭少女101因合约到期而解散，现以个人身份进行演艺活动。粉丝名为蜜罐，寓意为维尼（winnie）手上捧着的蜜罐，应援色为向日葵黄。

## 經歷

### 出道前
张紫宁是独生女，妈妈是医生，爸爸在电视台工作，是四川当地一名小有名气的演员。紫宁自小学习民族声乐十余年，获得过世界华人大赛民族声乐演唱组金奖。高中毕业于四川省重点中学华西中学。2014年，备战艺考时独自一人到北京住了半年的地下室，之后顺利通过艺考进入中国传媒大学攻读声乐表演专业，期间自学吉他、尤克里里，转型通俗唱法。在大学期间代表本专业去香港参加第11届香港国际交流大赛获得民族声乐演唱金奖，并参加学校的各种歌唱比赛且成为评委。大三时签约麦锐娱乐成为练习生。

### 2017年:MERA出道
2017年6月9日，通过麦锐娱乐微博公开成为第四名女团成员微博公开2017年7月19日，主演泰国曼谷城市先导片《Hello 梦想》MV公开，在片中饰演一位画家。6月19日，成为Mera组合成员。8月16日，參加Mera組合在北京举行出道发布会，正式发行第一张迷你专辑《天生》，正式出道。8月19日，出演CCTV音乐节目《全球中文音乐榜上榜》，是為张紫宁的电视首秀。9月26日，受邀参加春夏巴黎时装周。11月23日，参加组合举办的出道100天见面会，并推出第四首单曲《陪在我身边》，该曲是一首以抒情性的旋律线以及大众性的hook为基础的歌曲。11月29日，随组合出席亚洲音乐盛典颁奖典礼，获得年度荣誉新人组合奖。12月22日，随组合发行第五首单曲《冬日的奇迹》，并参与该曲中文歌词的创作。

### 2018:参加《创造101》
2018年4月21日起，以练习生的身份参加由腾讯视频出品的女团竞演节目《创造101》，并随节目发行同名主题曲《创造101》。比赛中在主题曲评级成为唯二双A选手，两次公演获得全场点赞王。
6月23日，《创造101》收官，火箭少女101正式成团。以第7名的成绩加入组合，并于现场演唱成团曲《Rocket Girls》。

### 火箭少女101时期
2018
6月24日，随组合受邀出演湖南卫视《毕业歌会》节目，这是火箭少女101组合的成团首秀。8月9日，麦锐娱乐单方面宣布紫宁退出组合火箭少女101。8月17日，麥銳娛樂证实紫宁将回归火箭少女101。
2019
1月至3月，随組合在上海市梅赛德斯-奔驰文化中心、北京市五棵松体育馆、广州市宝能国际体育演艺中心举办第三场演唱会。6月23日，随火箭少女101推出组合首张正规专辑《立风》；7月12日，《立风》专辑中收录的其原创歌曲《自己》正式上线。
2020
3月15日，参加女团个人成长类节目《横冲直撞20岁第二季》。5月25日，随火箭少女101发布告别主题专辑《遇见·再见》。6月23日，随火箭少女101举行《“遇见·再见”火箭少女101告别典礼》，所属限定组合火箭少女101正式解散。

### 个人活动时期（2020至今）
2020
6月27日 参与中国传媒大学云毕业典礼，正式从大学毕业。。7月10日 正式加盟智慧大狗娱乐与索尼音乐娱乐。7月11日，正式官宣个人首张专辑《莫尔more》7月13日，正式官宣成为万魔1MORE耳机青春梦想代言人。
2021
1月24日，首部参演电视剧《那是青春的声音》开机，饰演洛依依。3月27日，《那是青春的声音》杀青。4月11日，《隔壁有只桃花妖》开机，饰演桃花。4月24日，《隔壁有只桃花妖》杀青。6月5日，出席wonderland仙境之夜 ，并解锁主持人新身份。7月25日，发行首张个人实体专辑《莫尔more》。11月19日 《夫人，你不对劲！》开机，饰演杜鬼马少女若菲。
2022
1月7日《夫人，你不对劲！》杀青。1月21日，官宣个人第二章专辑《Rec.X》。7月31日，开始《2SiX》2022个人巡回演唱会第一站——南京站、8月14日：广州站。
2023
2月16日，第二张个人专辑《Rec.X》上线。5月20日，举行长沙演唱会。5月26日，参与蔚蓝新生万宁音乐节；4月31日，与伯远、李鑫一组成奇妙三兄妹，常驻综艺《奇妙练歌房》；7月14日，常驻综艺《奇妙练歌房》收官。8月3日，常驻综艺《活力满分的夏天》开播。8月12日，举行广州演唱会。11月15日，成立张紫宁工作室微博。
2024
1月13日，举行北京演唱会，於演唱会上宣布新的经纪公司-创艺奇点。
《黑神话：悟空》 第四章章节片尾曲   演唱：张紫宁 赵紫骅 

## 音樂作品

### 专辑
| 發行順序 | 資料                                                              | 曲目 |
| 1st      | 《莫爾MORE》 發行日期：2021年3月28日 發行公司:索尼音樂 × 智慧大狗 | ★ 1. 我想我不一樣 (Fine Day) 2. 平行又交替(Feat.A-Lin) (Parallel Crossed) 3. 愛轉 (Circle of Love) 4. 你的情歌 (Your Song) 5. 蘇西的世界 (The Lovely Bones) 6. 愉快紀念 (Anniversary) 7. 必需品 (Necessity) 8. 深信不疑 (Belier) 9. 波特蘭燈塔 (Light House) 10. Blue Eyes 11. 我們可能就這樣 (Maybe it's the end) 12. 其實也還好 (That's Alright) |
| 2st      | 《Rec.X》 發行日期：2023年3月16日 發行公司:智慧大狗               | ★ 1. 2 Six 2. Shalala 3. 请不要给我安全感 (Security) 4. 淡水河 (Freedom) 5. 万毒不侵 (The Poison) 6. Flee. (Feat.劉思鑒) 7. 漂流 (The Floating) 8. Ideal Type 9. 230am 10. 余生有你 (Remaining) |

### 個人單曲
| 發行年份 | 日期     | 歌曲名稱                     | 作詞                       | 作曲             | 備註                                      |
| 2019年   | 1月27日  | 我們                         | 張紫寧                     | 張紫寧           | 青春探險真人秀節目《橫衝直撞20歲》片尾曲  |
| 2019年   | 6月1日   | 像大人一樣                   | 張紫寧                     | 張紫寧           |                                           |
| 2019年   | 7月12日  | 自己                         | 張紫寧                     | 秦洋 / M.W.Pluto | 火箭少女101第二張專輯《立風》成員個人單曲 |
| 2020年   | 1月16日  | 環遊世界的人                 | 張紫寧                     | 張紫寧           |                                           |
| 2020年   | 2月18日  | 致那些素未謀面的平凡與偉大   | 張紫寧                     | 張紫寧           |                                           |
| 2020年   | 5月31日  | 十一                         | 張紫寧                     | 張紫寧           |                                           |
| 2020年   | 7月14日  | 我想我不一樣                 | 張紫寧                     | YOON YOUNG BOK   | 1MORE青春夢想推薦曲 「莫爾MORE」先行單曲  |
| 2020年   | 8月12日  | 平行又交替                   | 脫景麟                     | 脫景麟           | 「莫爾MORE」第二首單曲 Feat. ALin         |
| 2020年   | 9月3日   | 愛轉                         | 高姍                       | 高姍             | 「莫爾MORE」第三首單曲                    |
| 2020年   | 10月18日 | 你的情歌                     | 觀宇                       | 張簡君偉         | 「莫爾MORE」第四首單曲                    |
| 2020年   | 10月18日 | 蘇西的世界                   | 徐佳瑩                     | 徐佳瑩           | 「莫爾MORE」第五首單曲                    |
| 2020年   | 11月4日  | 愉快紀念                     | 潘嘉麗/JerryC              | 潘嘉麗/JerryC    | 「莫爾MORE」第六首單曲                    |
| 2020年   | 12月6日  | 必需品                       | 倪涵文                     | 倪涵文           | 「莫爾MORE」第七首單曲                    |
| 2020年   | 12月22日 | 深信不疑                     | 葛大為                     | 張紫寧           | 「莫爾MORE」第八首單曲                    |
| 2021年   | 1月9日   | 波特蘭燈塔                   | 張紫寧                     | Aristocrats      | 「莫爾MORE」第九首單曲                    |
| 2021年   | 1月31日  | Blue Eyes                    | 張紫寧                     | 張紫寧           | 「莫爾MORE」第十首單曲                    |
| 2021年   | 2月1日   | Fight For Love               | 范思灏                     | Kin Lee          | 和平精英特训岛摩天轮主题场景曲            |
| 2021年   | 2月4日   | 戏春令                       | 月吟诗/月念词              | 月吟诗/古奇光    | 轩辕剑龙舞云山梨园会主题曲                |
| 2021年   | 3月7日   | 我們可能就這樣               | 張紫寧                     | 盛哲             | 「莫爾MORE」第十一首單曲                  |
| 2021年   | 3月28日  | 其實也還好                   | 張紫寧                     | 張紫寧           | 「莫爾MORE」第十二首單曲                  |
| 2021年   | 7月31日  | 你的名字                     | 張紫寧                     | 張紫寧           | 最美中軸線                                |
| 2021年   | 12月16日 | 化                           | 張靖怡                     | 劉炫豆           | 《青春繁花音樂企劃「戲游記」·第壹輯》NO.4 |
| 2021年   | 12月24日 | 冬上荒原                     | 張紫寧                     | Gary.Guo         | 聖誕單曲                                  |
| 2022年   | 1月26日  | 余生有你（Remaining）        | 王燕冰                     | 劉佳             | 「Rec.X」先行單曲                         |
| 2022年   | 2月20日  | 海風與晚星                   | 關手/鄭子俊                | 貳參伍           |                                           |
| 2022年   | 2月28日  | 漂流                         | 樊俊                       | 蒋章             | 「Rec.X」NO.2                             |
| 2022年   | 3月9日   | 萬毒不侵（The Poison）       | 張紫寧                     | 郭超逸           | 「Rec.X」NO.3生日單曲                     |
| 2022年   | 4月22日  | Flee. （合作演唱者：劉思鑑） | 張紫寧/劉思鑑              | 劉思鑑/張紫寧    | 「Rec.X」NO.4                             |
| 2022年   | 5月31日  | 淡水河freedom                | 張紫寧                     | 袁景翔           | 「Rec.X」NO.5                             |
| 2022年   | 7月9日   | 2 siX                        | 張紫寧                     | 張紫寧           | 「Rec.X」NO.6                             |
| 2022年   | 8月8日   | 230am                        | 張紫寧                     | 張紫寧           | 「Rec.X」NO.7                             |
| 2022年   | 9月29日  | Ideal Type                   | 張紫寧                     | 張紫寧           | 「Rec.X」NO.8                             |
| 2022年   | 11月19日 | 以詩為名                     | 張紫寧                     | 張紫寧           | 最美中軸線                                |
| 2022年   | 12月17日 | 流轉                         | 徐樂同                     | 徐樂同           | 與徐樂同共同演唱 最美中軸線               |
| 2023年   | 1月4日   | 訊號失靈                     |                            |                  |                                           |
| 2023年   | 1月13日  | 蛋仔星派對                   | 王瑞淇/路柯/蛋仔派对项目组 | 潘成             | 《蛋仔派对》游戏主题曲                    |
| 2023年   | 1月20日  | shalala                      | 张紫宁                     | NIKDZ            | 「Rec.X」NO.9                             |
| 2023年   | 2月8日   | 失眠哲学                     | 林意梵/代诗琪              | 陈抒妮           | 「明暗关系」企划                          |
| 2023年   | 2月16日  | 请不要给我安全感             | 樊帆                       | 潘澈             | 「Rec.X」NO.10                            |
| 2023年   | 7月26日  | 我们的爱像夏天的风           | 赵祺                       | 曾诚             | 成都第31届世界大学生夏季运动会推广歌曲    |
| 2023年   | 8月18日  | 热爱                         | 一几IZZI                   | 一几IZZI         | 三国杀15周年主题曲                        |
| 2023年   | 8月26日  | 梦回姑苏                     | 贾广勇                     | 马海明           | 《新天龙八部》手游苏州情缘推广曲          |
| 2024年   | 3月10日  | 掌心                         | 庄主恒                     | 庄主恒           | 「恒温胶片」企划                          |
| 2024年   | 8月20日  | 勿聽 （合作演唱者：趙紫騖）  | 馮驥                       | 王星賀           | 《黑神話：悟空》盤絲嶺片尾曲              |
| 2024年   | 8月20日  | 聽 （合作演唱者：遊戲科學）  | 馮驥                       | 王星賀           | 《黑神話：悟空》盤絲嶺片尾曲              |
| 2024年   | 9月21日  | 呼叫光                       | 蘭天力                     | 蘭天力           | 《鎮魂街之熱血再燃》插曲                  |
| 2024年   | 11月14日 | 夢誅緣·哪吒                  | 蘭天力                     | 蘭天力           | 《夢幻誅仙》手遊週年慶and 新職業版推廣曲  |
| 2024年   | 12月19日 | 思念成風飄向你               | 喬與                       | 楚明玉           | 「思念成風飄向你」單曲                    |
| 2025年   | 3月6日   | 我曾遇到一束光               | 宋普照                     | 陳抒妮           | 酷狗星曜計劃                              |
| 2025年   | 6月12日  | 天上掉下個寧妹妹             | 有禮                       | 田默忱           | 「鏡·Kairos」主打歌                       |
| 2025年   | 7月16日  | 桃花灼熱                     | 鍛星/Axiao阿硝/劉科        | 捷喜米(劉捷)     | 《天龍八手遊》桃花門派主題曲              |
| 2025年   | 7月20日  | 風吹高山上                   | 明宸                       | 藝林             | 單曲                                      |

### 影視單曲
| 發行年份 | 日期     | 歌曲名稱                                      | 作詞                | 作曲                 | 備註                                                           |
| 2019年   | 5月28日  | 螢火 （合作演唱者：張洢豪）                   | 劉暢                | 譚旋                 | 電視劇《凤弈》片尾曲                                           |
| 2019年   | 7月3日   | 清平樂                                        | 李白                | 趙亮棋               | 電視劇《長安十二時辰》主題推廣曲 詞為李白《清平樂·禁庭春晝》   |
| 2020年   | 2月8日   | 雲邊                                          | 林喬/金小k          | 岑思源               | 網劇《两世欢》片尾主題曲                                       |
| 2020年   | 2月14日  | 不愛而別                                      | 張暢                | 92                   | 網劇《少主且慢行》插曲                                         |
| 2020年   | 7月29日  | 不服                                          | 周洁颖              | 胡小鸥               | 网剧《穿越火线》插曲                                           |
| 2020年   | 11月11日 | 無罪說                                        | 唐恬                | 廖正星               | 网剧《目標人物》片尾曲                                         |
| 2020年   | 11月29日 | 你好，再見                                    | 林喬                | 岑思源               | 网剧《最初的相遇，最後的別離》推廣曲                           |
| 2021年   | 1月17日  | 心裡                                          | 潘澈                | 潘澈                 | 電視劇《假日暖洋洋》插曲                                       |
| 2021年   | 1月25日  | 對立面                                        | 趙登凱              | 鄧鼓                 | 電視劇《玲瓏》插曲                                             |
| 2021年   | 2月4日   | 戏春令                                        | 月吟诗/月念词       | 月吟诗/古奇光        | 与轩辕剑龙舞云天合唱，收录于同名专辑《戏春令》中。（游戏合作） |
| 2021年   | 2月6日   | 戀愛三分甜                                    | 魏白玉              | 宋嫻桐               | 网剧《扑通扑通喜歡你》片尾曲                                   |
| 2021年   | 2月9日   | 夢歸盡                                        | 周潔穎              | 胡小鷗               | 電視劇《贅婿》插曲                                             |
| 2021年   | 3月27日  | 念未别                                        | 張靚                | 鄧智偉               | 電視劇《玉昭令》插曲                                           |
| 2021年   | 5月15日  | I Wanna See You Now                           | 李曉璇/袁大巍       | MAZZI                | 網劇《皮囊之下》片尾曲                                         |
| 2021年   | 6月2日   | 月下                                          | 張贏                | 羅錕                 | 网劇《花好月又圓》片尾曲                                       |
| 2021年   | 7月18日  | After You 关于你                              | 袁大巍/李晓璇       | THE X/SCHOLAR        | 網劇《法医秦明之无声的证词》片尾曲                             |
| 2021年   | 7月31日  | 直到時間的盡頭 （合作演唱者：白举纲、胡彦斌） | 甘世佳              | 胡彦斌               | 《最美中轴线》                                                 |
| 2021年   | 11月18日 | 落笔成殇                                      | 路柯、 杰斌         | 路柯                 | 《潇洒佳人淡淡妆》主题曲                                       |
| 2021年   | 11月29日 | 好人壞人                                      | 刘畅                | 唐凯顿               | 《半暖時光》插曲                                               |
| 2021年   | 12月19日 | 星星                                          | 袁莉媛              | 陈斐                 | 《清风朗月花正开》主题曲                                       |
| 2022年   | 5月22日  | 等風吻你                                      | 簡一                | 鄭冰冰               | 電視劇《二进制恋爱》片尾曲                                     |
| 2022年   | 6月5日   | 敘事詩                                        | 樊帆                | 马敬                 | 《妻子的選擇》片尾曲                                           |
| 2022年   | 7月29日  | 所有浪漫关于你                                | 張紫寧              | 張紫寧               | 《閃亮的日子》                                                 |
| 2022年   | 8月12日  | 她覺得                                        | 陳曦                | 董冬冬               | 《玫瑰之战》插曲                                               |
| 2022年   | 8月31日  | 黑白之间                                      | 郑亦钧/洪璐         | 郑亦钧               | 《罚罪》推广曲                                                 |
| 2022年   | 9月13日  | 拥抱你的心跳                                  | 李冠群              | 李冠群               | 《亲爱的生命》片頭曲                                           |
| 2022年   | 9月30日  | Be with me                                    | 青箏                | KORANG-E             | 《我的反派男友》片頭曲                                         |
| 2022年   | 11月27日 | 我想有個家                                    | 潘美辰              | 潘美辰               | 《風吹半夏》插曲，原唱者：潘美辰                               |
| 2022年   | 12月16日 | 让爱继续                                      | 王雨萌              | 祁岩峰               | 《月歌行》插曲                                                 |
| 2023年   | 3月20日  | 船                                            | 张靓                | 任帅                 | 《我们的日子》插曲                                             |
| 2023年   | 5月6日   | 你值得最好的                                  | 陈曦                | 董冬冬               | 《温暖的，甜蜜的》插曲                                         |
| 2023年   | 7月31日  | 偏爱人间烟火 （合作演唱者：胡夏）             | 陈曦                | 董冬冬               | 《长相思》片尾曲                                               |
| 2023年   | 9月1日   | 我会怎么样 （合作演唱者：张远）               | 陈曦                | 陈曦                 | 《无与伦比的美丽》插曲                                         |
| 2024年   | 1月19日  | 念                                            | 张紫宁              | 张紫宁               | 电影《花千骨》推广曲                                           |
| 2024年   | 3月17日  | 花间语                                        | 拾一                | 刘嘉                 | 《花间令》插曲                                                 |
| 2024年   | 3月25日  | 哥哥                                          | 董冬冬              | 董冬冬               | 《追风者》插曲                                                 |
| 2024年   | 4月1日   | 花火                                          | 小宇Cosmos          | 小宇Cosmos           | 《夫君大人别怕我》主题曲                                       |
| 2024年   | 6月27日  | 探心                                          | 周洁颖              | 胡小鸥               | 《颜心记》主题曲                                               |
| 2024年   | 8月24日  | 不見                                          | 吳昊                | 吉鵬                 | 《四方館》插曲                                                 |
| 2024年   | 9月12日  | Moonlight                                     | Lanscape/Minseoring | Lee Jongsu/Landscape | 韓國戀愛綜藝《恢復單身的人們第六季》主題曲                     |
| 2024年   | 12月5日  | 紫憶                                          | 周潔穎              | 胡小鷗               | 《九重紫》插曲                                                 |
| 2025年   | 1月12日  | 芳華吟                                        | 吳姝霆/金大洲       | 孫艾藜               | 《國色芳華》韶光勝事曲                                         |
| 2025年   | 2月8日   | 盡獻                                          | 周潔穎              | 胡小鷗               | 《仙台有樹》插曲                                               |
| 2025年   | 2月10日  | 木嶼                                          | 沈忞維              | 任雅靜【A.L.U】      | 《餘燼之上》插曲                                               |
| 2025年   | 2月24日  | 拽姐                                          | 董冬冬              | 董冬冬               | 《濾鏡》插曲                                                   |
| 2025年   | 2月28日  | 做自己                                        | 陳曦                | 董冬冬               | 《濾鏡》插曲                                                   |
| 2025年   | 3月3日   | 黯然                                          | 禹嫣                | 禹嫣                 | 《似錦》插曲                                                   |
| 2025年   | 3月19日  | 戀愛兄妹 （合作演唱者：蔣敦豪）               | 禹嫣                | 禹嫣                 | 《戀愛兄妹》主題曲                                             |
| 2025年   | 3月30日  | 輕輕放下                                      | 陳曦                | 陳曦/董冬冬          | 《我的後半生》片尾曲                                           |
| 2025年   | 4月11日  | 朝暉映雪 （合作演唱者：張遠）                 | 陳曦                | 陳曦                 | 《千秋令》插曲                                                 |

### 翻唱單曲
| 年份   | 日期     | 歌曲名稱           | 作詞                           | 作曲                                                      | 合作演唱者             | 備註                                                                         |
| 2017年 | 9月13日  | 落葉歸根           | 鄺裕民                         | 鄺裕民                                                    |                        | 原唱者：王力宏                                                               |
| 2017年 | 9月27日  | If I Ain't Got You | Alicia Keys                    | Alicia Keys                                               |                        | 原唱者：Alicia Keys                                                          |
| 2017年 | 10月11日 | 離開的時候         | 樓南蔚                         | 周顯哲                                                    |                        | 原唱者：A-Lin                                                                |
| 2017年 | 10月27日 | 普通朋友           | 陶喆/娃娃                      | 陶喆                                                      |                        | 原唱者：陶喆                                                                 |
| 2017年 | 11月3日  | 跳舞的梵谷         | 吳易緯                         | 生命樹_小王子                                             |                        | 原唱者：孫燕姿                                                               |
| 2017年 | 11月5日  | 追光者             | 唐恬                           | 馬敬                                                      |                        | 原唱者：岑寧兒                                                               |
| 2017年 | 11月12日 | 雙倍心跳           | 唐恬                           | 黃晶                                                      |                        | 原唱者：何潔 不可思議的媽媽綜藝主題曲                                        |
| 2017年 | 11月18日 | 十七               | 王源                           | 王源                                                      |                        | 原唱者：王源                                                                 |
| 2018年 | 1月28日  | Love Yourself      | Ed Sheeran, Justin Bieber      | Ed Sheeran, Justin Bieber                                 |                        | 原唱者：Justin Bieber                                                        |
| 2018年 | 2月3日   | 不為誰而作的歌     | 林秋離                         | 林俊傑                                                    |                        | 原唱者：林俊傑                                                               |
| 2018年 | 3月17日  | 等你下課           | 周杰倫                         | 周杰倫                                                    |                        | 原唱者：周杰倫                                                               |
| 2019年 | 1月18日  | 你，好不好？       | 周興哲/吳易緯                  | 周興哲                                                    |                        | 原唱者：周興哲                                                               |
| 2019年 | 6月5日   | 蟲兒飛             | 林夕                           | 陳光榮 編曲：劉炫豆                                       |                        | 原唱者：鄭伊健 此翻唱版本融合電子曲風。                                      |
| 2019年 | 6月25日  | 靈魂伴侶           | 藍小邪                         | 鄭楠                                                      |                        | 原唱者：田馥甄                                                               |
| 2019年 | 8月28日  | 花都开好了         | 施人诚                         | 左安安                                                    | 賴美雲、李紫婷         | 参与网易云音乐“青春重置计划”，原曲翻唱                                       |
| 2019年 | 7月4日   | 孤單北半球         | 方文良                         | 陈静楠                                                    |                        | (青春重置計畫 3 劇好聽)                                                      |
| 2020年 | 8月10日  | 送別               | 李叔同                         | John Pond Ordway                                          | 郭俊辰、任敏、劉家禕   | 原唱者：朴樹 湖南衛視2020青春芒果夜                                          |
| 2020年 | 8月10日  | 再見               | 張震嶽                         | 張震嶽                                                    | 郭俊辰、任敏、劉家禕   | 原唱者：張震嶽 湖南衛視2020青春芒果夜                                        |
| 2020年 | 8月23日  | 獨家記憶           | 易家揚                         | 陶昌廷                                                    |                        | 原唱者：陳小春 网易云音乐“拾忆录”                                            |
| 2020年 | 10月25日 | 刻在我心底的名字   | 許媛婷、佳旺、陳文華           | 許媛婷、佳旺、陳文華 編曲:黃雨勳                          |                        | 原唱者：盧廣仲                                                               |
| 2020年 | 10月31日 | 卡路里             | 李聰                           | Akiyama Sayuri 編曲:彭飛                                  | 李紫婷、徐夢潔         | 原唱者：火箭少女101 浙江衛視1031超級秀                                       |
| 2020年 | 10月31日 | Pick Me Up         | 趙乾乾、顧玉帆                 | Sean Alexander、Darren Smith、Mayu Wakisaka 編曲:Nick Pyo | 李紫婷、徐夢潔         | 原唱者：創造101 浙江衛視1031超級秀                                           |
| 2020年 | 11月11日 | Señorita           | Shawn Mendes、Camila Cabello等 | Shawn Mendes、Camila Cabello等                            | 檀健次                 | 原唱者：Shawn Mendes、Camila Cabello 北京衛視1111超級秀                      |
| 2021年 | 7月3日   | 生生之軸           | 甘世佳                         | 胡彦斌                                                    | 胡彦斌、賴美雲、徐夢潔 | 原唱者：胡彥斌、孟美岐 网易云音乐“拾忆录”                                    |
| 2021年 | 9月8日   | 最愛               | 劉心                           | 劉心                                                      |                        | 原唱者：劉心                                                                 |
| 2021年 | 11月15日 | 连名带姓           | 葛大為                         | 周杰倫                                                    |                        | 原唱者：張惠妹                                                               |
| 2022年 | 4月8日   | 嘉賓               | 王澤言、張遠                   | 王澤言                                                    | 李銖銜                 | 参与天賜的聲音 (第三季)第四期，翻唱                                          |
| 2022年 | 4月8日   | 雨天               | 小寒                           | 李偉菘                                                    | 張碧晨                 | 参与天賜的聲音 (第三季)第四期，翻唱                                          |
| 2022年 | 7月21日  | 灰姑娘             | 陈少棋                         | 陈辉阳                                                    |                        | 原唱者：梁咏琪 2022粤港澳大湾区主题音乐企划 「粤好听 · 青春重置计划 特别篇」 |
| 2022年 | 8月4日   | 是否我真的一无所有 | 陳樂融                         | 陳志遠                                                    |                        | 原唱者：王傑                                                                 |
| 2023年 | 3月13日  | 爱似流星           | 李宗盛                         | 李宗盛                                                    |                        | 原唱者：杨紫琼                                                               |
| 2023年 | 4月15日  | 如歌               | 马萍                           | 林逸航                                                    |                        | 参与我们的民谣小镇第五期，翻唱                                               |
| 2023年 | 5月31日  | 一舞翩翩           | 江珂@金蝸牛l r c/鄭志煥        | 閆驍男@驍Studio/王文汐                                    | 劉些寧、姜貞羽、賴美雲 | 参与京東20年晚八點歌會，翻唱                                                 |
| 2023年 | 5月31日  | 集合时刻           | 金蜗牛刘传彪/金蜗牛夜小末      | Harold Philippon/Linda Quero                              | 劉些寧、姜貞羽、賴美雲 | 原唱者：硬糖少女303 参与京東20年晚八點歌會，翻唱                             |
| 2023年 | 6月23日  | 踮起腳尖愛         | 小寒                           | 蔡健雅                                                    | 張碧晨                 | 参與天賜的聲音 (第四季)第九期，翻唱                                          |
| 2023年 | 6月30日  | 訣愛               | 姜楠、陳恬                     | 姜楠、陳恬                                                | 白小白                 | 参與天賜的聲音 (第四季)第十期，翻唱                                          |
| 2023年 | 7月7日   | 剛好               | 白安                           | 白安                                                      | 白安                   | 参與天賜的聲音 (第四季)第十一期，翻唱                                        |
| 2023年 | 7月14日  | 愛情消亡史         | 莊主恒                         | 莊主恒                                                    | 赵磊                   | 参與天賜的聲音 (第四季)第十二期，翻唱                                        |
| 2023年 | 10月21日 | 说散就散           | 张楚翘                         | 伍乐城                                                    | 黄龄                   | 参與时光音乐会·老友记第七期，翻唱                                            |
| 2024年 | 6月8日   | 問                 | 李宗盛                         | 李宗盛                                                    |                        | 原唱者：林憶蓮 有歌之年 李宗盛歌曲翻唱企劃                                   |

## 影視作品

### 網絡劇
| 播出日期     | 播出平台 | 电视剧名称     | 角色名称 | 备注   |
| 2022年2月1日 | Bilibili | 隔壁有只桃花妖 | 桃花     | 女一號 |
| 2024年4月2日 | 愛奇藝   | 夫君大人別怕我 | 杜若菲   | 女一號 |
| 待播         |          | 看見聲音的你   | 洛依依   | 女二號 |

### 電影
| 上映年份 | 电影名称 | 角色名称 | 备注 |
| 2024     | 花千骨   | 輕水     |      |

## 常驻综艺
| 播出時間                                                                  | 播出平台        | 節目名稱                    | 備註 |
| 2018年4月21日-2018年6月23日                                               | 騰訊視頻        | 創造101                     | 2018年4月21日起每週六播出一集；6月23日決賽直播。                                                                             |
| 2018年7月12日-2019年10月17日                                              | 騰訊視頻        | 火箭少女101研究所           | 火箭少女101專屬團綜 2018年7月12日起每週四播出一集。                                                                          |
| 2018年11月1日-2018年11月22日                                              | 騰訊視頻        | 超新星全運會                | 2018年11月1日起每週四播出一集，11月10日及11日決賽直播。                                                                      |
| 2019年1月13日-2019年3月6日                                                | 騰訊視頻        | 橫衝直撞20歲                | 火箭少女101專屬大團綜 2019年1月13日起每週日播出一集。                                                                        |
| 2019年10月12日-2019年11月3日                                              | 騰訊視頻        | 超新星全運會第二屆          | 2019年10月12日起每周六播出一集，11月1-3日決賽直播。                                                                          |
| 2020年3月15日 -2020年4月12日(春日篇) 2020年5月17日 -2020年6月21日(夏日篇) | 騰訊視頻        | 横冲直撞20岁2: 很高興認識你 | 火箭少女101大团综第二季 2020年3月15日起每周日晚8点，上下集更新，会员抢先看下集，周一晚8点免费看 周一会员尊享《很高兴一起吃》 |
| 2020年5月30日-2020年7月23日                                               | 腾讯视频        | 炙热的我们                  | 2020年6月12日每周五晚20:00 播出一集。第3期起做为补位团体开始出现。7月23日決賽直播。                                          |
| 2023年4月28日-2023年7月14日                                               | Z视介、浙江衛視 | 奇妙练歌房                  | 2023年4月28日每周五晚22:30 播出一集。                                                                                        |
| 2023年8月3日-2023年10月5日                                                | 腾讯视频        | 活力满分的夏天              | 2023年8月3日起每周四中午12:00 播出一集。                                                                                     |
| 2024年4月5日-2024年6月21日                                                | 江苏卫视        | 音你而来                    | 2024年4月5日起每周五晚20:20 播出一集。                                                                                       |

## 演唱會及见面会
| 日期                                     | 城市 | 场地                           | 備註           |
| 張紫寧“無畏·二十五之一”上海生日會        |      |                                |                |
| 2021年4月10日                            | 上海 | 萬代南夢宮·夢想劇場            | 首次個人音樂會 |
| 張紫寧「2 SiX」2022个人巡回演唱会        |      |                                |                |
| 2022年7月31日                            | 南京 | 1701 Live House Max            |                |
| 2022年8月14日                            | 廣州 | 太空間LiveHouse                |                |
| 2022年12月24日                           | 武漢 | 有咖現場                       | 已延期         |
| 2022年12月31日                           | 長沙 | VOX LIVEHOUSE                  | 已延期         |
| 张紫宁 2023 Birthday Concert 7OfMy20’s   |      |                                |                |
| 2023年3月11日                            | 天津 | 大麦66Livehouse                |                |
| 张紫宁「CAMELLIA of LOVE」2023个人演唱会 |      |                                |                |
| 2023年5月20日                            | 长沙 | 易度时光LiveHouse              |                |
| 2023张紫宁成都 Rec.x 专辑签唱会          |      |                                |                |
| 2023年6月23日                            | 成都 | 成都麓湖水上剧场               |                |
| 张紫宁「所有浪漫关于你」2023个人演唱会   |      |                                |                |
| 2023年8月12日                            | 广州 | 久米空间Livehouse              |                |
| 张紫宁「偶·像」巡回演唱会                |      |                                |                |
| 2024年1月13日                            | 北京 | 华熙LIVE·五棵松 M空间          |                |
| 2024年5月25日                            | 成都 | CH8绿树演艺中心                |                |
| 2024年8月17日                            | 福州 | 海藝xCH8 Livehouse             |                |
| 2024年10月20日                           | 广州 | 媒棚LIVE                       |                |
| 「關于.关于」张紫宁生日音乐会                     |      |                                |                |
| 2024年3月8日                             | 长沙 | 梅溪湖国际文化艺术中心多功能厅 |                |
| THE"BIGCHEESE"PARTY-张紫宁生日音乐会     |      |                                |                |
| 2025年3月8日                             | 广州 | 媒棚LIVE                       |                |

## 获奖记录
| 得獎時間   | 獎項名稱                   | 得獎作品         | 得獎結果 | 備註            |
| 2020-7-25  | 全球音樂榜上榜打榜歌曲第一 | 《我想我不一樣》 | 獲獎     | 7年以來票數最高 |
| 2020-10-22 | 年度最具潛力女歌手獎       | 不適用           | 獲獎     |                 |
| 2021-06-05 | 年度突破女歌手             | 不適用           | 獲獎     |                 |
| 2025-04-19 | 年度最具潛力女歌手獎       | 不適用           | 獲獎     |                 |

## 外部連接
- 紫宁Winnie的新浪微博
- 張紫寧工作室新浪的新浪微博
- 紫宁Winnie的Instagram帳戶
- 張紫寧的哔哩哔哩个人空间
- 张紫宁的抖音账号
- 张紫宁的小红书账号
- 张紫宁的快手账号
- 紫宁Winnie的綠洲 （页面存档备份，存于）
- youtube （页面存档备份，存于）